# Maltézský řád
Řád rytířů špitálu svatého Jana v Jeruzalémě (latinsky Ordo Fratrum Hospitalis Sancti Ioannis Hierosolymitani), běžně známého jako řád maltézských rytířů nebo maltézský řád, původně řád johanitů, hospitalitů nebo špitálníků (latinsky Fraternitas Hospitalaria), jsou názvy a pojmenování jednoho z velkých mezinárodních rytířských duchovních řádů středověké katolické církve. Vznikl na začátku 12. století na území křesťanského Jeruzalémského království ve Svaté zemi (dnes Izraeli), původně působil jako špitální bratrstvo, odtud pochází dřívější označení hospitalité či špitálníci. Během svého působení na ostrově Rhodos vešel řád ve známost jako „rhodští rytíři“ a teprve označení „maltézští rytíři“ a „Maltézský řád“ vešly ve známost po přesídlení centra řádu na ostrov Malta, který mu byl věnován v roce 1530. Tato značení mu zůstala do současnosti. 
Dnes na původní řád navazují římskokatolický Suverénní řád Maltézských rytířů, celým názvem Suverénní vojenský hospitální řád sv. Jana v Jeruzalémě, na Rhodu a na Maltě (latinsky Supremus Ordo Militaris Hospitalis Sancti Ioannis Hierosolymitani Rhodius et Melitensis). K odkazu řádu se hlásí také celá řada dalších organizací, z nichž jsou některé sdruženy ve společenství Aliance sv. Jana, zejména německý Johanitský řád (německy Johanniterorden), celým názvem Braniborská bailiva rytířského řádu jeruzalémských špitálníků sv. Jana (německy Balley Brandenburg des Ritterlichen Ordens Sankt Johannis vom Spital zu Jerusalem) navazuje na původní řád v Německu, který roku 1530 přijal reformaci a jako protestantský řád se osamostatnil.
Johanité neboli maltézští rytíři byli jedním z největších a nejmocnějších duchovních rytířských řádů středověku, srovnatelní pouze s řádem německých rytířů nebo předčasně zaniklými templáři. 

## Název
Název řádu a jeho četná pojmenování se během historie často měnily na základě změny jeho organizace nebo oblasti působení.
Původní název řádu zněl „Špitální bratři sv. Jana Křtitele Jeruzalémského“ (latinsky Fratres Hospitalarii Sancti Ioannis Hierosolymitani). Z toho se odvozovala další česká pojmenování rytíři hospitalité sv. Jana v Jeruzalémě, řád johanitů, řád hospitalitů sv. Jana, řád špitálníků, „svatojánští rytíři“ apod. Usídlení řádu na Rhodu v roce 1309 podnítilo vznik dalších pojmenování „řád rhodských rytířů“, „řád rytířů v Rhodu“, rhodští rytíři apod. Označení „maltézští rytíři“ se objevilo až po přesídlení centra řádu na ostrov Malta.
Úřední název současného řádu je Suverénní vojenský hospitální řád sv. Jana v Jeruzalémě, na Rhodu a na Maltě (italsky Sovrano Militare Ordine Ospedaliero di San Giovanni di Gerusalemme di Rodi e di Malta, latinsky Supremus Ordo Militaris Hospitalis Sancti Ioannis Hierosolymitani Rhodius et Melitensis), zjednodušeně Suverénní řád Maltézských rytířů či jen Maltézský řád, který je pro literární účely různě zkracován a komolen např. Suverénní vojenský řád rytířů na Maltě apod. Přestože jméno Rhodu stále figuruje v oficiálním názvu řádu, tak po ztrátě Rhodu se již pojmenování rhodských rytířů pro řád běžně nepoužívá, ale užívá se již jen pro historické účely.

## Historie řádu

### Počátky

Původní znak johanitů

U kolébky řádu stál špitál sv. Jana Slitovníka v Jeruzalémě, založený kolem roku 1050 italskými kupci z Amalfi. Řád samotný se datuje od roku 1099, kdy se prvním velmistrem stal Gerard Tenc, který působil do roku 1120. Nemocnici, která byla schopna pojmout na 2 000 nemocných především z řad poutníků, spravovali benediktini. Po příchodu křižáků se špitální bratrstvo začalo rychle rozmáhat. Zasvěcení špitálu bylo změněno na významnějšího sv. Jana Křtitele. 15. února 1113 papež Paschalis II. potvrdil bratrstvo jako církevní řád.
Úlohou řádu johanitů byla zpočátku péče o nemocné poutníky do Svaté země, se vzrůstajícím nebezpečím turecké expanze pak stále více i ochrana posvátných křesťanských míst v Jeruzalémě a poutních cest, především jejich vojenská obrana před seldžuckými Turky. Řehole řádu, potvrzená 1137, obsahovala prvky benediktinské i augustiniánské řehole, slib chudoby, celibátu, poslušnosti, povinnosti ochraňovat věřící, pomáhat potřebným a bránit město Jeruzalém před muslimy.

### Rozšíření

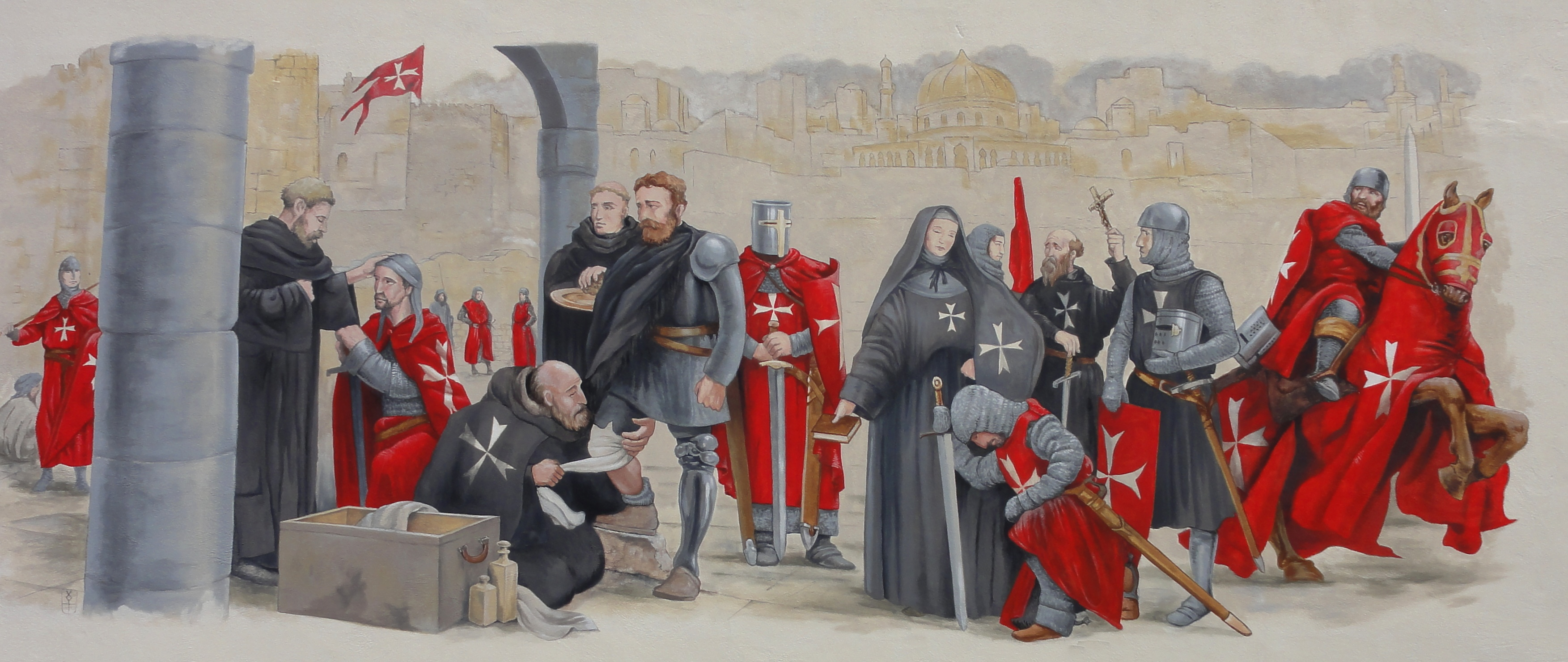
Johanité v době 13. století

Znak od roku 1259

Počátkem 12. století vznikly první pobočky řádu v jihoitalských přístavech pro poutníky ze všech zemí. Roku 1153 byly založeny první johanitské komendy v Německu, mezi léty 1158 až 1169 v Praze na Malé Straně a asi 1250 v českém Kladsku. V té době začal mistr Raimund de Pui organizovat johanity podle vzoru templářů jako vojenské duchovní společenství. Šlechtičtí členové řádu byli ozbrojeni a vedle charity plnili také vojenské úkoly. Tak došlo v praxi života řádu k symbióze mnišství a rytířství, později převážil rytíř nad mnichem. Johanité se vedle templářů stali nejvýznačnějším vojenským faktorem ve Svaté zemi.

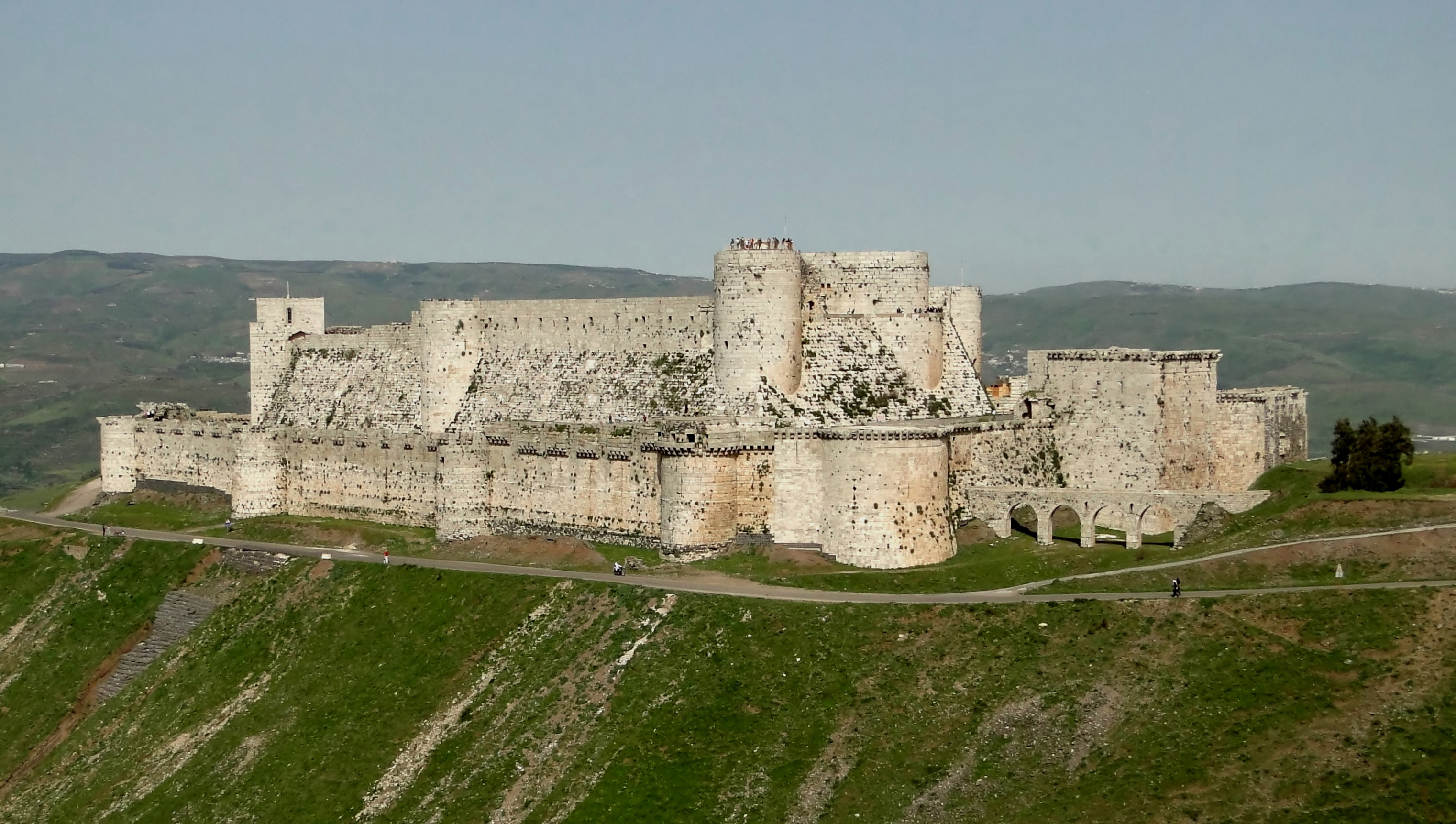
Krak des Chevaliers v Sýrii

Členové řádu se dělili do třídy bojových rytířů, kněží a bratří ošetřovatelů. V čele řádu stojí velmistr (srovnej velmistry Maltézského řádu). Po rozpuštění řádu templářů roku 1312 byla velká část majetku a pozemků tohoto řádu v evropských zemích věnována řádu johanitů, ne vždy se však dostala do jeho rukou.
V důsledku této skutečnosti se řád začal dělit do tzv. jazyků (jazyk přitom odpovídal spíše území, kde se nemovitosti řádu nacházely). Původně existovalo sedm jazyků: provensálský, auvergneský, francouzský, italský, aragonský, německý a anglický, roku 1492 pak vznikl osmý jazyk kastilský (odtržením od aragonského).

### Řád na Rhodu (1310–1522)

Državy řádu v roce 1450 (modrá)

Po dobytí Jeruzaléma sultánem Saladinem roku 1187 přesídlil řád do Margatu, Akkonu, posléze na Kypr (1291) a v roce 1309 se pak usídlil na byzantském Rhodu (odtud pochází jejich dočasné pojmenování rhodští rytíři). Tady johanité vytvořili suverénní stát v čele s velmistrem, kde úspěšně rozvinuli svoji lékařskou praxi a péči o nemocné. Vybudovali také mocnou flotu, která bránila dalšímu pronikání osmanských Turků Středomořím. Úspěšně odráželi pirátské nájezdy a zabránili dvěma invazím muslimů na Rhodos (1444 invazi egyptského sultána a 1480 invazi tureckých vojsk).

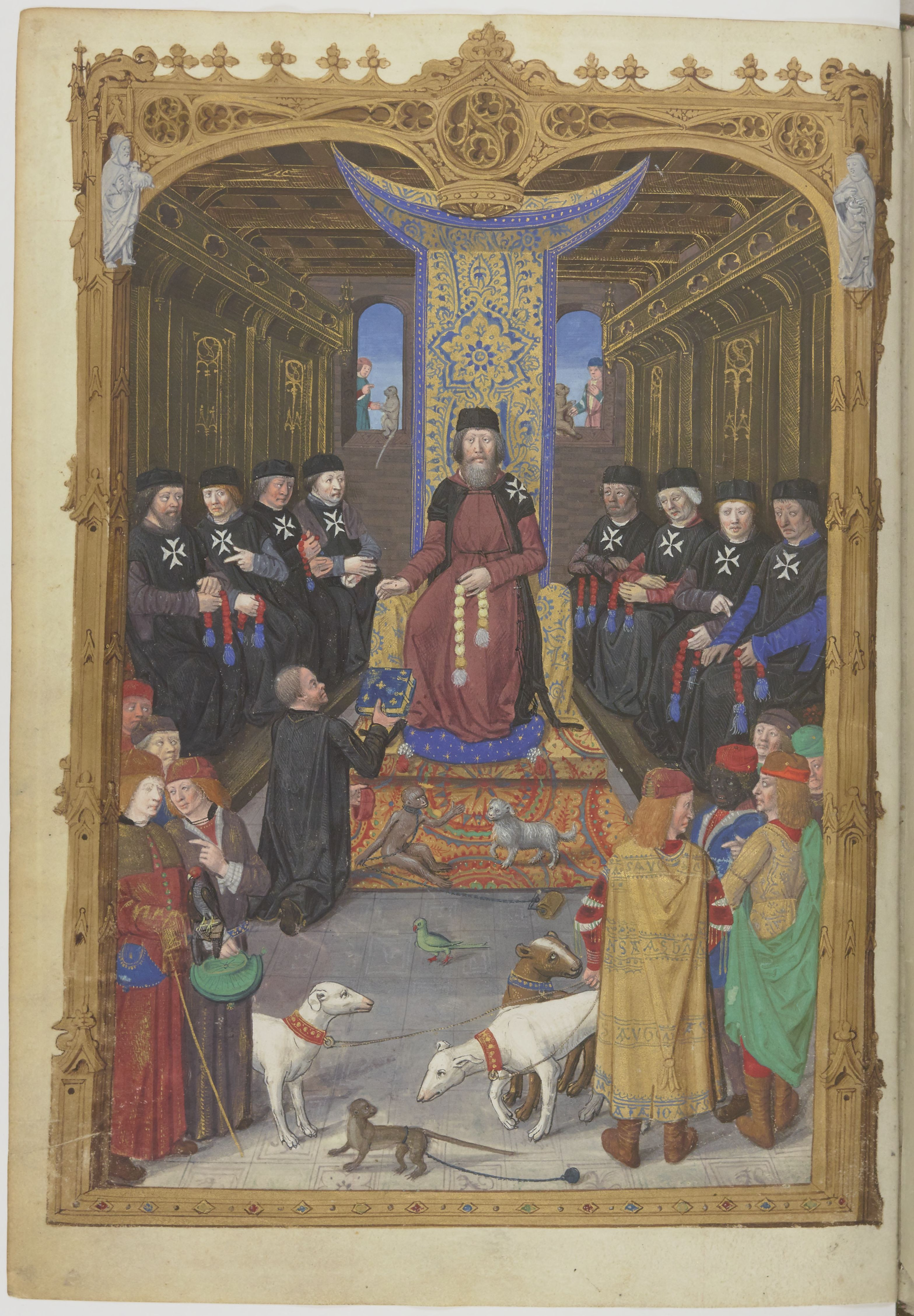
Velmistr Petr z Aubussonu v kruhu starších rytířů, Francie (1483–1484)

Jejich převaha ve východní části Středomoří se stala trnem v oku sílících osmanských panovníků. Roku 1522 oblehl Rhodos osmanský sultán Sulejman Nádherný. K dispozici měl 400 lodí a 200 tisíc vojáků, zatímco řád disponoval jen 7 tisíci rytířů. Po šestiměsíčním obležení byl rytířům povolen odchod z ostrova.

### Malta (1530–1798)
Roku 1530 jim císař Svaté říše římské a španělský král Karel V. a papež Klement VIII. udělili v léno souostroví Malty za symbolickou povinnost odvádět jednoho maltského sokola ročně.
K výrazně důležitější roli řádu však patřil boj proti muslimským pirátům, kteří ze svých malých přístavů na severoafrickém pobřeží znepokojovali velký počet měst a osad na evropském pobřeží Středozemního moře. K nejznámějším korzárům patřil např. Chajruddín Barbarossa a jeho bratr Oruč, později pirát Dragut, kteří stáli ve službách osmanských sultánů. Roku 1551 přepadli piráti ostrov Gozo v Maltském souostroví a unesli do otroctví 5000 až 6000 obyvatel ostrova (téměř veškeré obyvatelstvo), roku 1561 zajali katánského biskupa Niccolu Carraciolu, který cestoval na galéře maltézského řádu.

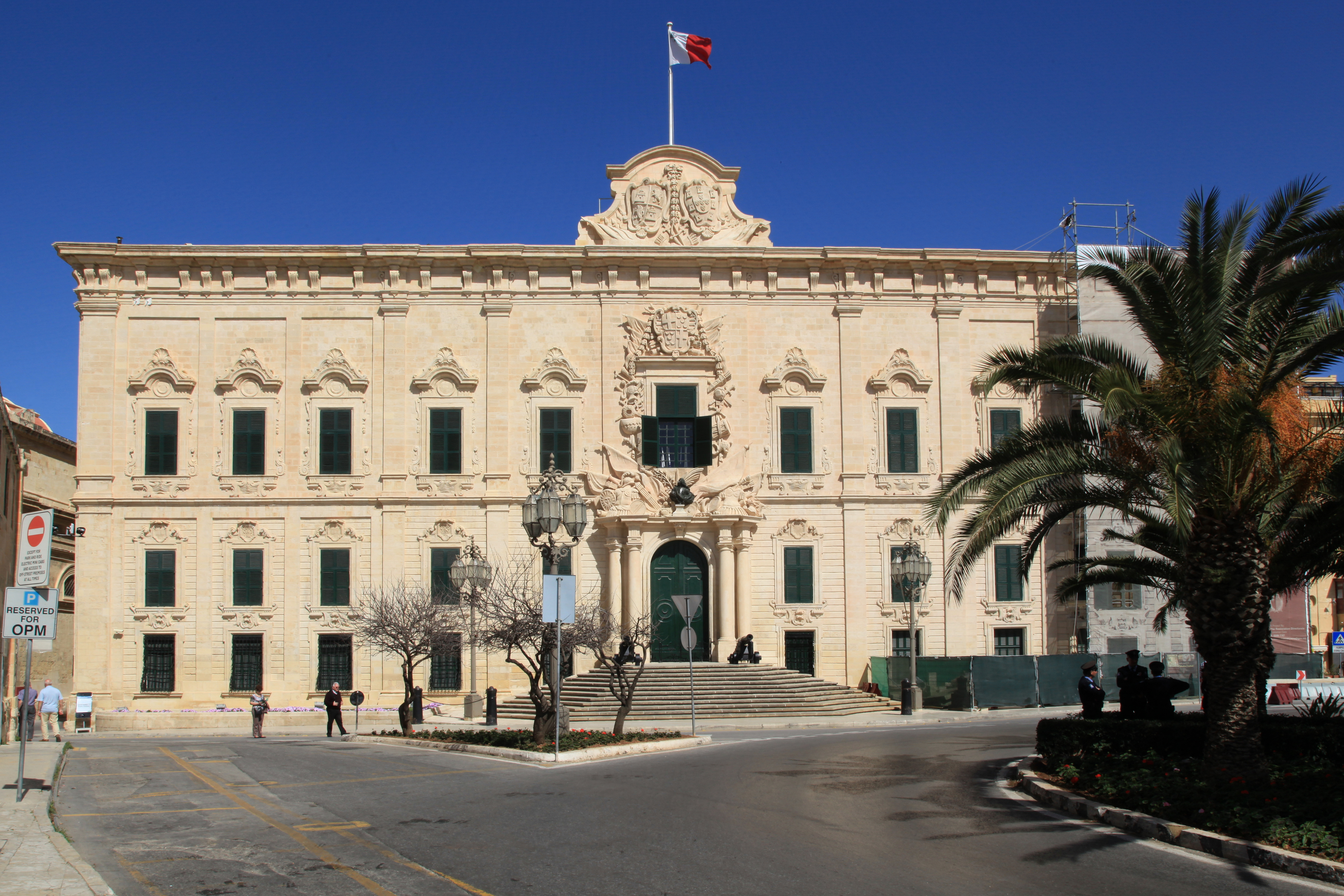
Palác Auberge de Castille ve Vallettě

Ve velké a krvavé bitvě zde řád po dlouhém obležení 1565 zvítězil nad osmanskými vojsky. Založil hlavní město a pevnost Vallettu a opevnil celý ostrov (tehdejším velmistrem byl Jean Parisot de la Valette). V nově zřízené nemocnici byli ošetřováni pacienti z celé středomořské oblasti. Johanité vybudovali správní aparát. Pod jejich vedením se Malta stala suverénním státem.
Roku 1798 musel ovšem řád kapitulovat před Napoleonem Bonaparte, táhnoucím s armádou na své egyptské tažení (řídě se svým heslem „nepozvedni meče proti bratru křesťanovi“), a usadil se na několik desetiletí v Rusku, přičemž ztratil během dalších desetiletí většinu svých převorství (tzn. pozemků a jmění) a tím i na významu.

### České země
V Českém království byla první komenda zřízena ve 12. století a existuje nepřetržitě dodnes. V době habsburské monarchie bylo české převorství nejvýznamnější základnou johanitů (maltézských rytířů) na tomto území, přestože v důsledku vyplenění komendy u Panny Marie pod řetězem roku 1420 se jejich majetek významně zmenšil a jeho hlavní základnu představovalo jihočeské panství a hrad Strakonice.

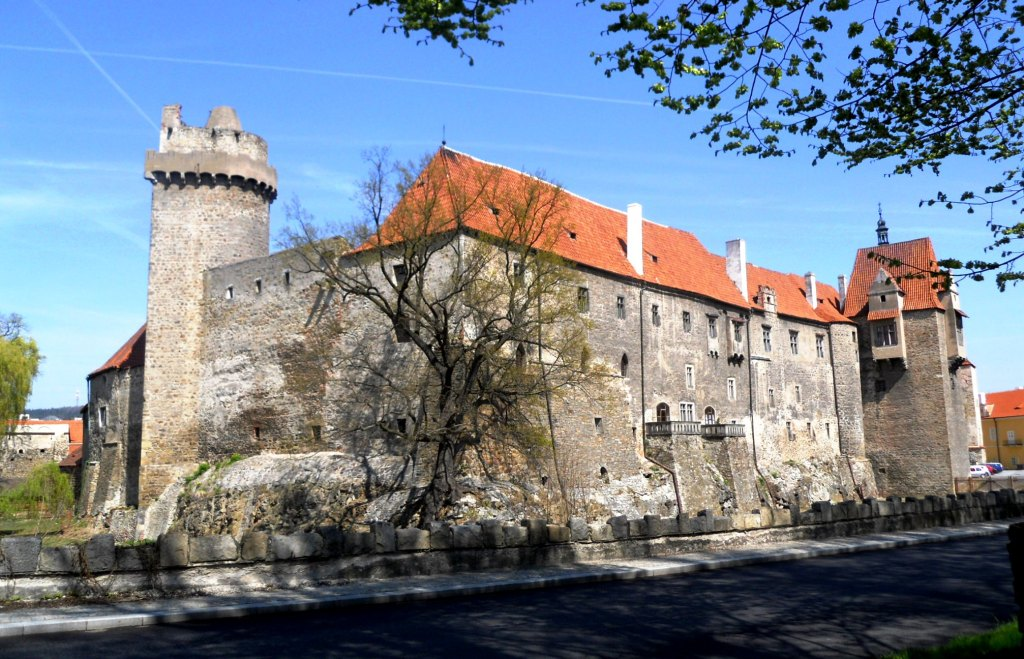
Strakonický hrad od jihozápadu

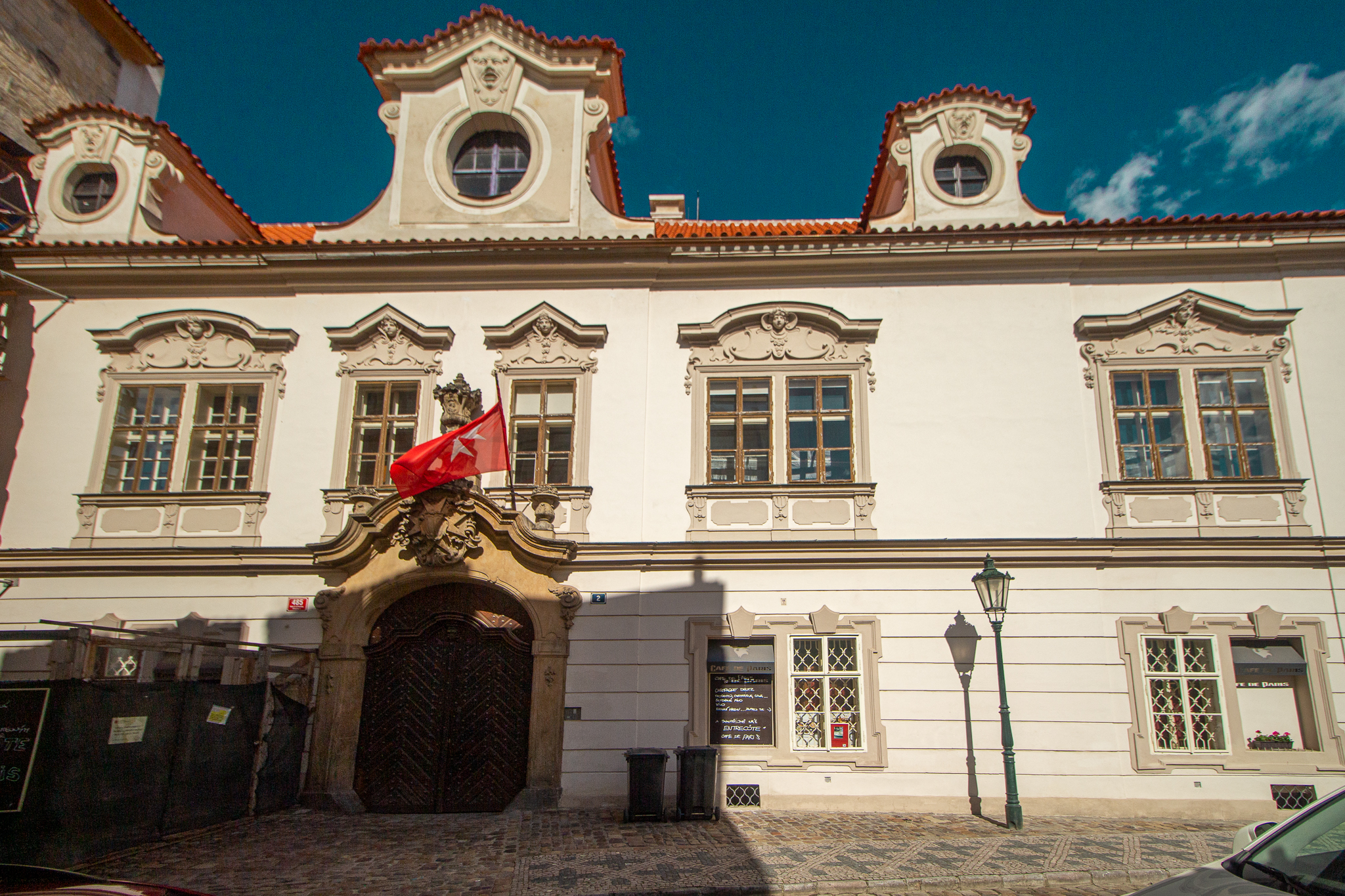
Velkopřevorský palác na Malé Straně v Praze

V roce 1626 získal český představený řádu titul velkopřevora a v roce 1694 bylo jeho sídlo definitivně přeloženo do barokně přebudovaného paláce u kostela Panny Marie pod řetězem v Praze. Nejvyšším rozhodnutím z 2. dubna 1881 pak císař František Josef I. dovolil, aby čeští velkopřevoři užívali knížecí titul. Jednotné české velkopřevorství přetrvalo i rozpad Rakousko-Uherska roku 1918, ovšem v důsledku anšlusu Rakouska roku 1938 se rozdělilo na české a rakouské.
V éře Protektorátu Čechy a Morava (za války jako převor řádu vystupoval konfident gestapa Franz Werner Bobe) a později za komunistického Československa byla činnost řádu ochromena a jeho činnost byla plně obnovena až po roce 1989. V čele českého velkopřevorství stojí v současnosti jako správce (procuratore) a kancléř (úřad velkopřevora je vakantní) Johannes Lobkowicz. S řádem je nedílně spojena tzv. Maltézská pomoc, dobrovolnická a nestátní nezisková organizace poskytující sociální služby trpícím a potřebným v duchu křesťanské lásky k bližnímu.
Mezi známé členy řádu v českých zemí patří např. Karel Eduard Paar, první velkopřevor po roce 1989, Karel Schwarzenberg, Jiří Lobkowicz či Jiří Sternberg. Dalším významným členem řádu je pražský arcibiskup Dominik kardinál Duka.

### Řád v současnosti

Znak SMOM

Suverénní řád Maltézských rytířů (celý úřední název je italsky Sovrano Militare Ordine Ospedaliero di San Giovanni di Gerusalemme di Rodi e di Malta, latinsky Supremus Ordo Militaris Hospitalis Sancti Ioannis Hierosolymitani Rhodius et Melitensis) neboli Řád maltézských rytířů, zkráceně Maltézský řád, má od roku 1879 sídlo v Římě v Paláci Malta. Jeho současná činnost je převážně charitativního charakteru.

## Galerie

Rhodos:
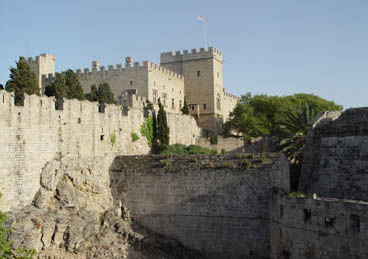
Rytířský hrad v Rhodu
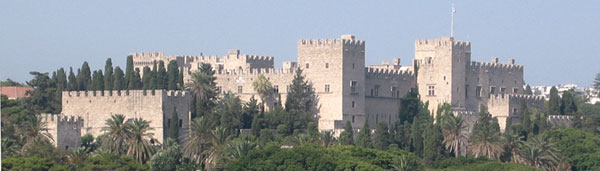
Palác velmistra v Rhodu
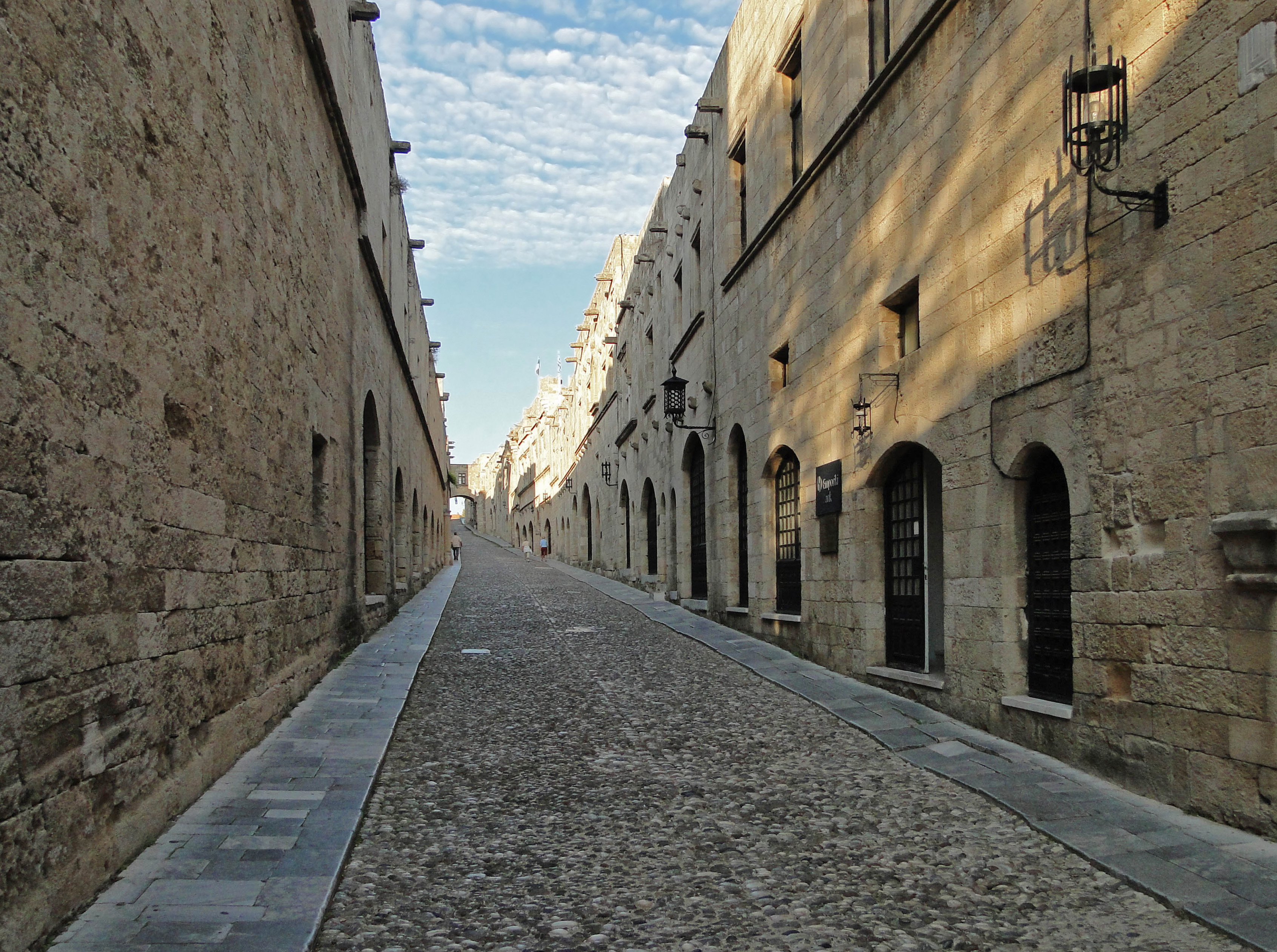
Ulice rytířů v Rhodu

Malta:
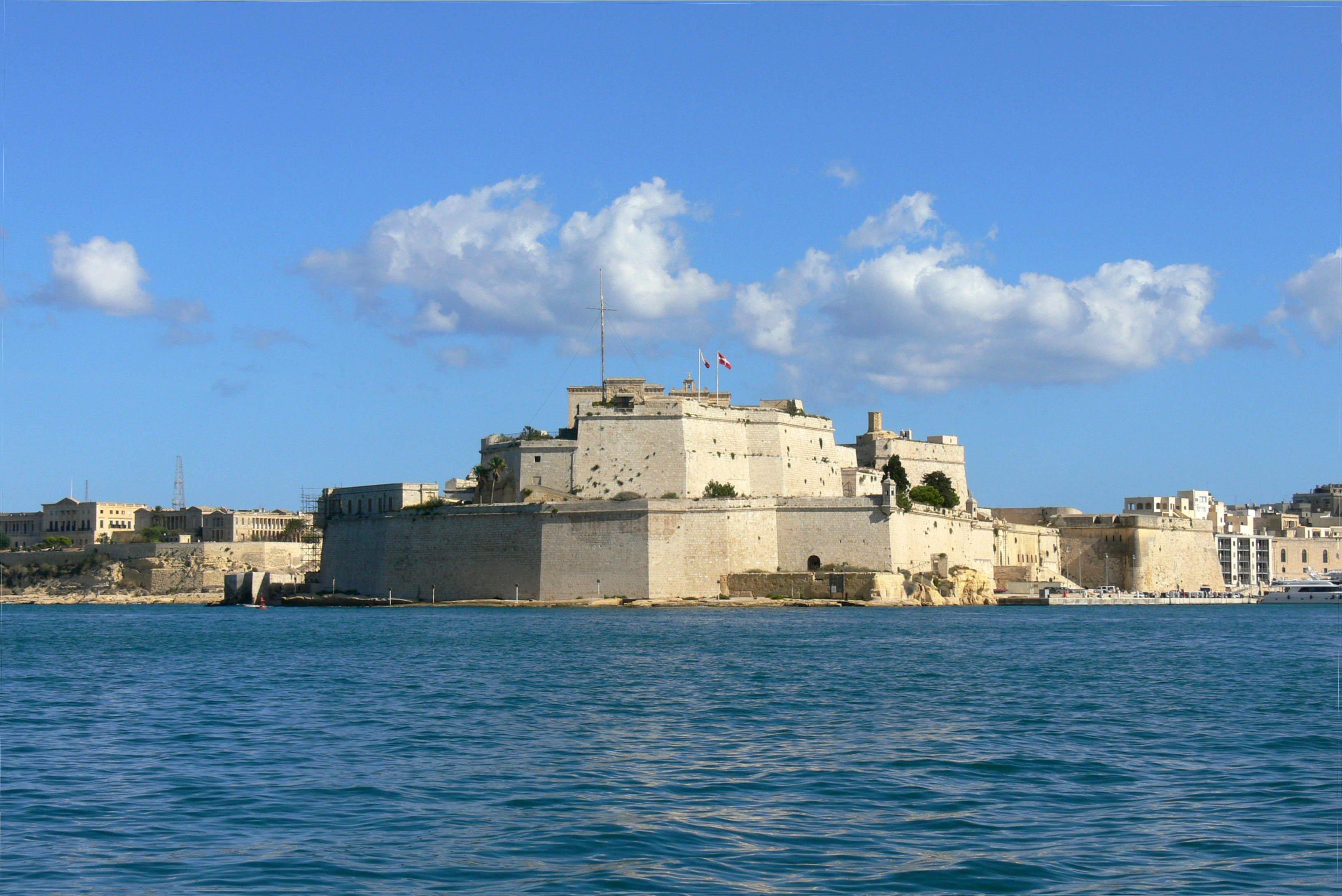
Pevnost St. Angelo na Maltě
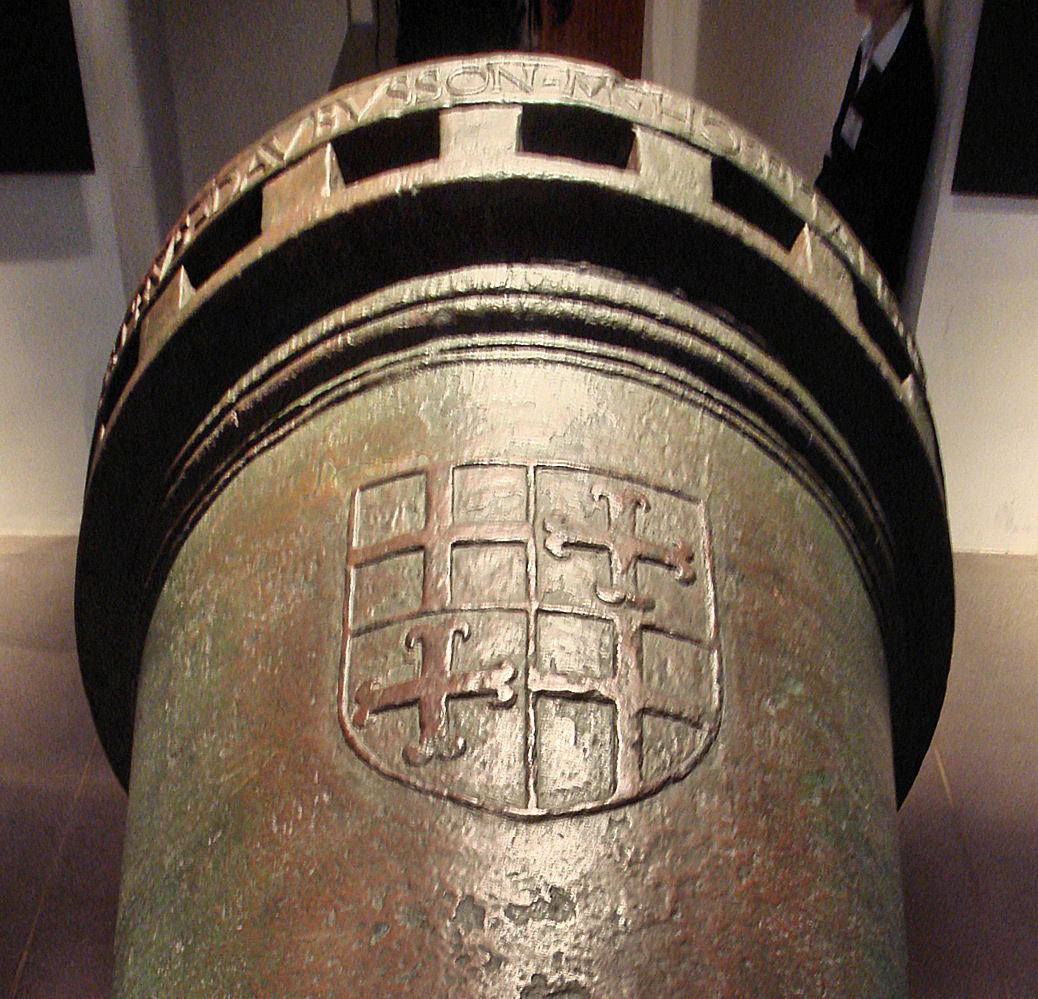
Dělo s erbem velmistra Pierra d'Aubusson
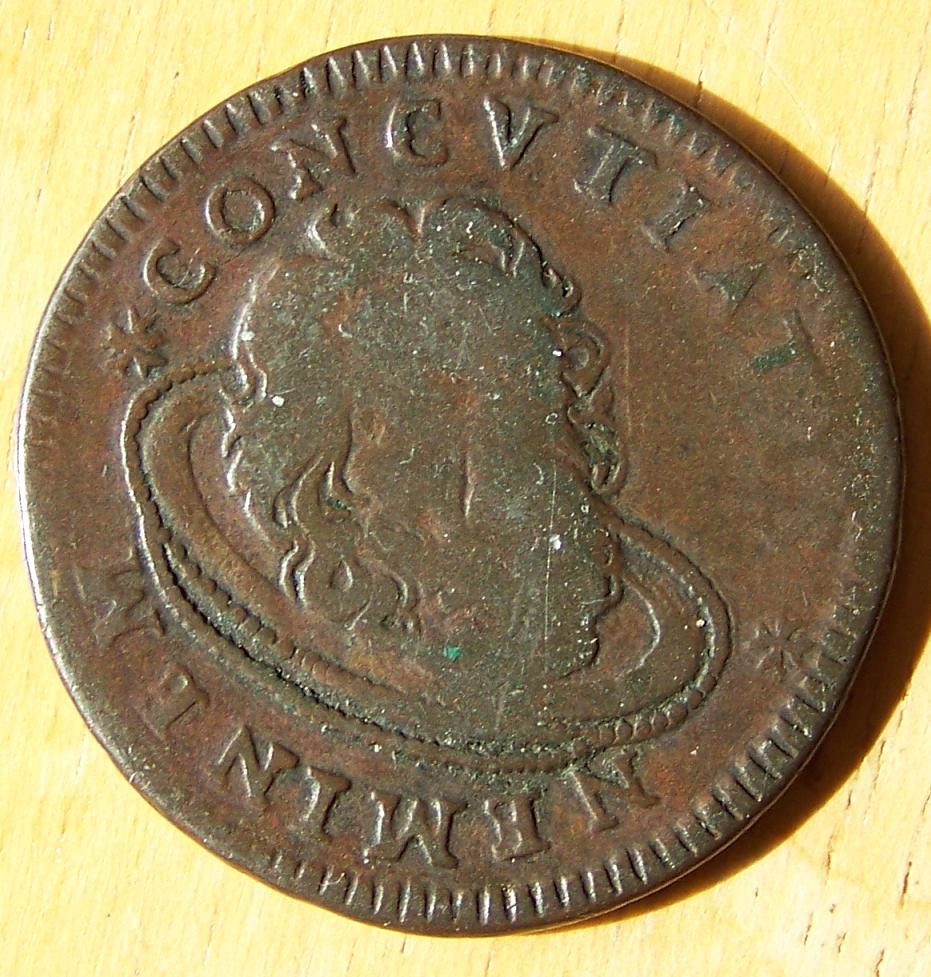
Řádová mince z roku 1742 se zpodobněním setnuté hlavy sv. Jana Křtitele
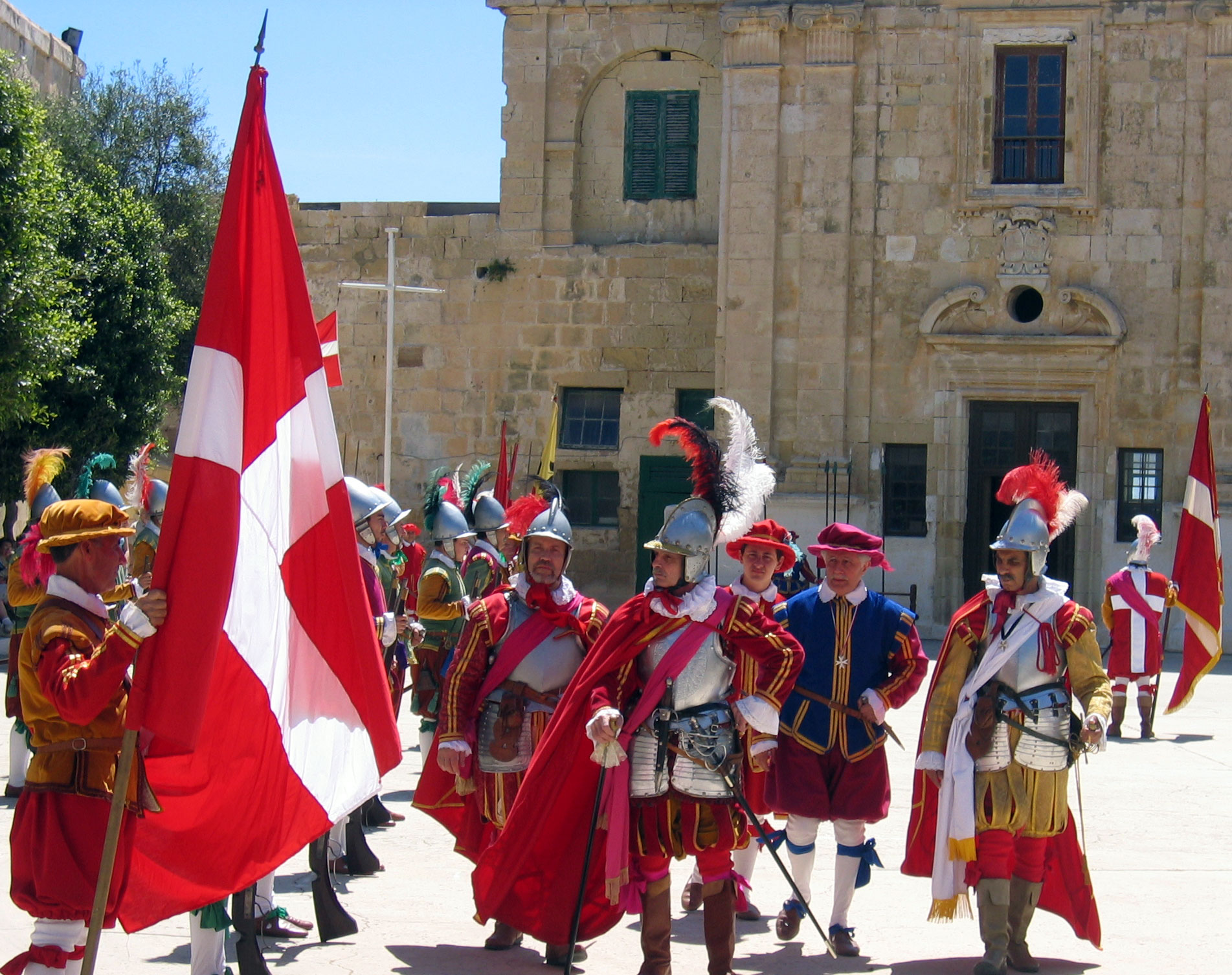
Historická rekonstrukce cvičení rytířů ze 16. století
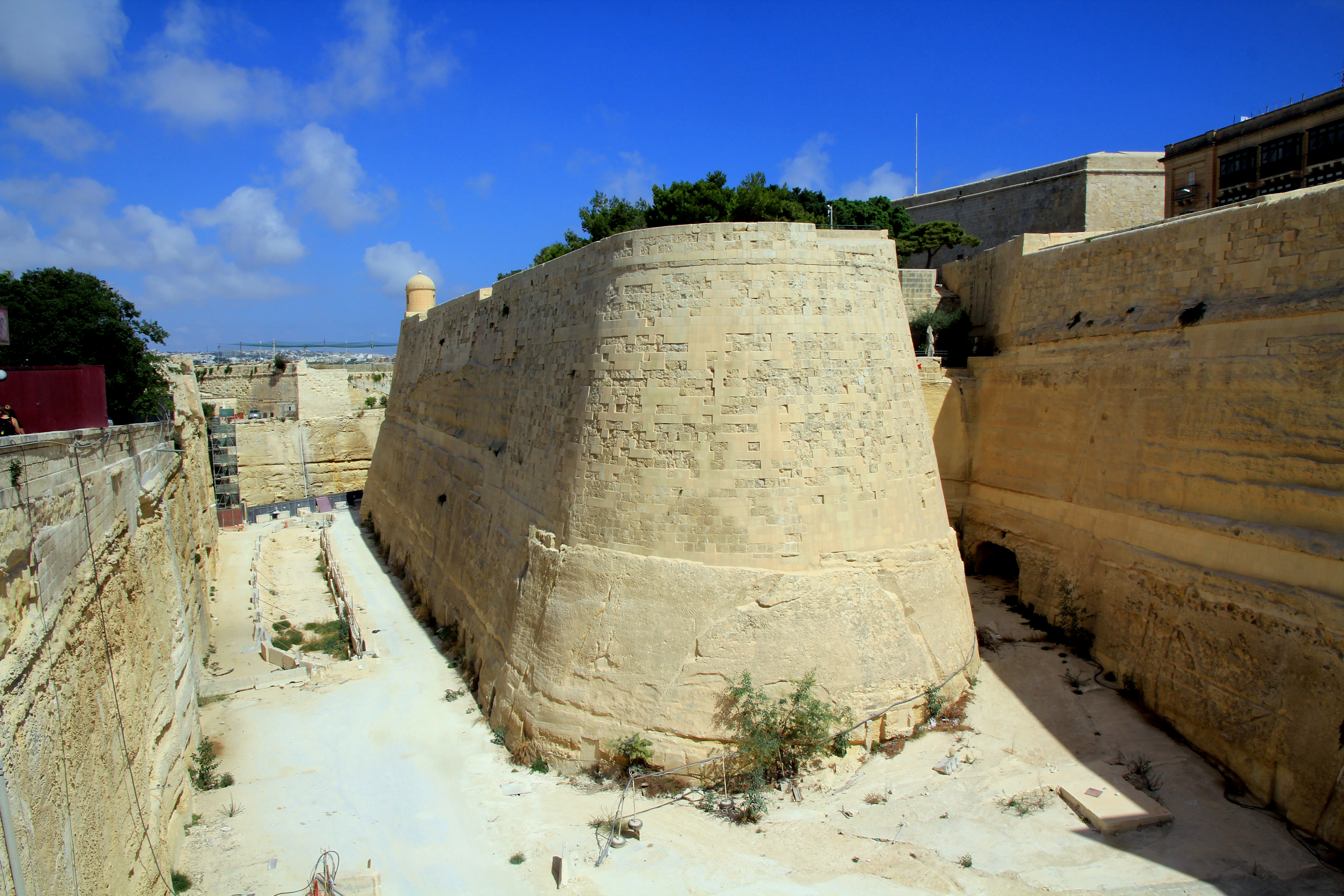
Část opevnění města Valletta postaveného rytíři řádu

## Obdobná seskupení

Bílý osmihrotý (maltézský) kříž, obecný znak řádů hlásících se k tradici johanitů

V minulosti, především po druhé světové válce, vznikl větší počet řádů a organizací, které se odvolávaly svým názvem (resp. znakem) na tradici řádu a tento imitovaly. Většinou se jednalo o krátkodobé úkazy, některé byly zcela fiktivního rázu. Patří sem například tzv. Velkopřevorství Podolské, založené jedním Italem, vydávajícím se za polského prince, Velkopřevorství Nejsvětější Trojice z Villeneuve aj.
Jedinou jinou organizací, která se dnes může úspěšně odvolávat na tradici tohoto řádu, je seskupení čtyř národních řádů, známých povětšinou pod jménem Řád Johanitů, které jsou seskupeny v Alianci řádů sv. Jana (jedná se o řády v Německu, Nizozemí, Švédsku a ve Velké Británii). Tyto řády vznikly jako protestantská odštěpení z původního katolického řádu v 16. resp. 19. století. Dnes jsou výlučně dobročinnými organizacemi a udržují mnoho poboček v dalších zemích. Jsou jedinými následovníky bývalého Řádu sv. Jana v Jeruzalémě, uznávanými i dnešním Maltézským řádem. V Německu působí velká dobročinná organizace Johanniter-Unfall-Hilfe (Johanitská úrazová pomoc) s vlastními sanitními vozy atd.
Svatý stolec podle oficiálního prohlášení ze dne 16. října 2012 uznává a zaručuje pouze dvě instituce rytířských řádů: Suverénní vojenský hospitální řád sv. Jana v Jeruzalémě, na Rhodu a na Maltě (neboli Suverénní řád maltézských rytířů) a Rytířský řád Svatého hrobu Jeruzalémského (Ordo Equestris Sancti Sepulcri Hierosolymitani), u kterého je jmenování velmistra vyhrazeno papeži, a nechystá v této oblasti žádné změny. „Všechny ostatní řády, nově založené a odvolávající se na zaniklé středověké řády, nejsou Svatým stolcem uznány a nemohou si nárokovat, že navazují na jejich historickou a právní legitimitu, jejich cíle a organizační strukturu,“ uvádí se v prohlášení.